# 울주어린이도서관
울주어린이도서관은 울산광역시 울주군 언양읍 소재의 어린이 도서관이다.

## 이용 안내
운영 시간
- 화요일 ~ 토요일: 09:00 ~ 18:00
- 일요일: 09:00 ~ 17:00

휴관일
- 매주 월요일
- 법정 공휴일(단, 일요일과 공휴일이 겹쳤을 경우에는 휴관)